# Giuseppe Caporali
Giuseppe Caporali (Codigoro, ante 1904 – Juiz de Fora, ...) è stato uno scultore italiano, le cui opere risultano in Brasile.

## Biografia
Caporali fu scultore e massone. Prestò vari servizi per i proprietari di compagnie del marmo della città di Juiz de Fora e per alcuni costruttori locali.
Poco si conosce della sua vita privata. Avente una formazione artistica, rimase vedovo nel 1904 da Corina Bernardelli, la quale gli lasciò tre figli piccoli. Morì a Juiz de Fora in data ancora sconosciuta.
Fu incluso nel gruppo di artisti di nascita ferrarese, anche se operanti altrove, chiamati nel 1907 a concorrere per l'esecuzione del monumento ferrarese dedicato a Garibaldi, assieme a Virgilio Cestari, Luigi Bolognesi, Ettore Chendi, Amedeo Colla, Costa, Gaetano Galvani, Armando Lampronti, Angelo Lana, Luigi Legnani, Francesco Leoni, Arrigo Minerbi, Mario Rosa e Ambrogio Zuffi. A tale bando, Caporali non rispose perché risultante già in Brasile.

## Opere principali
Fu autore di opere pubbliche e, presumibilmente, anche cimiteriali. Tra le prime, due accertate nel Parco Halfeld di Juiz de Fora tra cui il busto del poeta Oscar Gama (1903), opera commissionata alla Marmoraria Carrara che a sua volta incaricò Caporali. Nel 1905 inaugurò il monumento dedicato al colonnello Francisco Mariano Halfeld, nell'omonima piazza.
Le seconde non sono ancora state accertate ma sono plausibili in quanto Caporali lavorò per la ditta Pantaleone Arcuri & Spinelli.